# Nationalliga A (Handball) 2001/02
Die Spielzeit 2001/02 war die 53. reguläre Spielzeit der Schweizer Nationalliga A im Handball der Männer.

## Modus
Gespielt wurde von den 8 Teams eine Vierfachrunde zu je 28 Spielen.
Nach der Hauptrunde spielten die Mannschaften auf den Rängen 1 bis 4 die Playoffs (1. gegen 4., 2. gegen 3.).  Der Sieger der Playoffs wurde Schweizer Meister.
Die Mannschaften auf den Rängen 7. und 8. spielten eine Auf-/Abstiegsrunde mit den ersten zwei der Nationalliga B.

## Hauptrunde

### Rangliste
| Pl. |  | Verein                       | Sp. | S  | U | N  | Tore      | Diff. | Punkte  |
| --- |  | ---------------------------- | --- | -- | - | -- | --------- | ----- | ------- |
| 1.  |  | Pfadi Winterthur             | 28  | 19 | 2 | 7  | 0831:7400 | +91   | 040:160 |
| 2.  |  | TSV St. Otmar St. Gallen (C) | 28  | 18 | 3 | 7  | 0846:7640 | +82   | 039:170 |
| 3.  |  | Grasshopper Club Zürich      | 28  | 17 | 1 | 10 | 0772:7200 | +52   | 035:210 |
| 4.  |  | Wacker Thun (C)              | 28  | 17 | 1 | 10 | 0771:7310 | +40   | 035:210 |
| 5.  |  | TV Suhr                      | 28  | 15 | 2 | 11 | 0779:7350 | +44   | 032:240 |
| 6.  |  | Kadetten Schaffhausen        | 28  | 14 | 1 | 13 | 0744:7490 | −5    | 029:270 |
| 7.  |  | TV Endingen                  | 28  | 3  | 1 | 24 | 0698:8400 | −142  | 07:490  |
| 8.  |  | TV Zofingen                  | 28  | 3  | 1 | 24 | 0654:8160 | −162  | 07:490  |

Stand: 19. Oktober 2017
Zum Hauptrundenende 2001/02:
 Saison beendet
Zum Saisonende 2000/01:

(M) – Schweizer Meister 2000/01: TSV St. Otmar St. Gallen

(C) – Cup-Sieger 2000/01: TSV St. Otmar St. Gallen

(SC) – SuperCup-Sieger 2000/01: TSV St. Otmar St. Gallen

kein Aufsteiger aus der Nationalliga B 2000/01 wegen Verkleinerung der Liga

### Torschützenliste
| Pl. | Spieler                    | Tore | Schnitt | Mannschaft               |
| --- | -------------------------- | ---- | ------- | ------------------------ |
| 01. | Cho Chi-hyo                | 304  | 8,7     | Pfadi Winterthur         |
| 02. | Beum-Yun Cho               | 291  | 7,9     | Grasshopper Club Zürich  |
| 03. | Martin Friedli             | 220  | 7,1     | Wacker Thun              |
| 04. | Andreas Dittert            | 180  | 5,5     | TSV St. Otmar St. Gallen |
| 05. | Thomas Gautschi            | 177  | 5,1     | Pfadi Winterthur         |
| 06. | Philippe Schaaf            | 161  | 6,0     | TV Suhr                  |
| 07. | Robert Kostadinovich-Leach | 158  | 5,6     | TV Suhr                  |
| 08. | Edin Basic                 | 157  | 6,5     | TV Endingen              |
| 09. | Szymon Szczucki            | 151  | 6,0     | Kadetten Schaffhausen    |
| 10. | Manuel Liniger             | 145  | 4,1     | Pfadi Winterthur         |

### Zuschauertabelle
|                      | Verein                   | Zuschauer | pro Spiel |
| -------------------- | ------------------------ | --------- | --------- |
| 1.                   | TSV St. Otmar St. Gallen | 25'700    | 1'511     |
| 2.                   | Pfadi Winterthur         | 16'950    | 0'941     |
| 3.                   | Wacker Thun              | 13'940    | 0'929     |
| 4.                   | Kadetten Schaffhausen    | 12'665    | 0'904     |
| 5.                   | Grasshopper Club Zürich  | 14'460    | 0'803     |
| 6.                   | TV Suhr                  | 10'816    | 0'772     |
| 7.                   | TV Zofingen              | 06'720    | 0'480     |
| 8.                   | TV Endingen              | 04'170    | 0'297     |
| Gesamt               | Gesamt                   | 105'421   | 0'850     |
| Stand: 29. Juli 2017 |                          |           |           |

## Auf-/Abstiegsrunde
| Pl. |  | Verein      | Sp. | S | U | N | Tore      | Diff. | Punkte |
| --- |  | ----------- | --- | - | - | - | --------- | ----- | ------ |
| 1.  |  | TV Endingen | 6   | 3 | 2 | 1 | 0171:1590 | +12   | 08:40  |
| 2.  |  | TV Zofingen | 6   | 2 | 3 | 1 | 0162:1570 | +5    | 07:50  |
| 3.  |  | HC GS Stäfa | 6   | 2 | 1 | 3 | 0148:1530 | −5    | 05:70  |
| 4.  |  | BSV Bern    | 6   | 2 | 0 | 4 | 0151:1630 | −12   | 04:80  |

Stand: 19. Oktober 2017
Zum Auf-/Abstiegsrundenende 2001/02:

 Qualifiziert für die NLA in der Saison 2002/03

## Playoffs
Playoff-Baum

|  | Halbfinal | Halbfinal                | Halbfinal |  |  | Final | Final                   | Final |
|  |           |                          |           |  |  |       |                         |       |
|  |           |                          |           |  |  |       |                         |       |
|  | 1         | Pfadi Winterthur         | 3         |  |  |       |                         |       |
|  | 4         | Wacker Thun              | 0         |  |  |       |                         |       |
|  |           |                          |           |  |  | 1     | Pfadi Winterthur        | 3     |
|  |           |                          |           |  |  | 3     | Grasshopper Club Zürich | 1     |
|  | 2         | TSV St. Otmar St. Gallen | 2         |  |  |       |                         |       |
|  | 3         | Grasshopper Club Zürich  | 3         |  |  |       |                         |       |
|  |           |                          |           |  |  |       |                         |       |

### Halbfinal
Modus war Best-of-Five
|                          |   |                         | Serie | 1     | 2     | 3     | 4     | 5     |
| ------------------------ | - | ----------------------- | ----- | ----- | ----- | ----- | ----- | ----- |
| Pfadi Winterthur         | – | Wacker Thun             | 3:0   | 33:26 | 32:30 | 34:28 | –     | –     |
| TSV St. Otmar St. Gallen | – | Grasshopper Club Zürich | 2:3   | 30:34 | 26:25 | 20:29 | 34:29 | 26:27 |

### Final
Modus war Best-of-Five
|                  |   |                         | Serie | 1     | 2     | 3     | 4     | 5 |
| ---------------- | - | ----------------------- | ----- | ----- | ----- | ----- | ----- | - |
| Pfadi Winterthur | – | Grasshopper Club Zürich | 3:1   | 27:31 | 33:30 | 29:24 | 33:24 | – |